# Harsprångslinjen

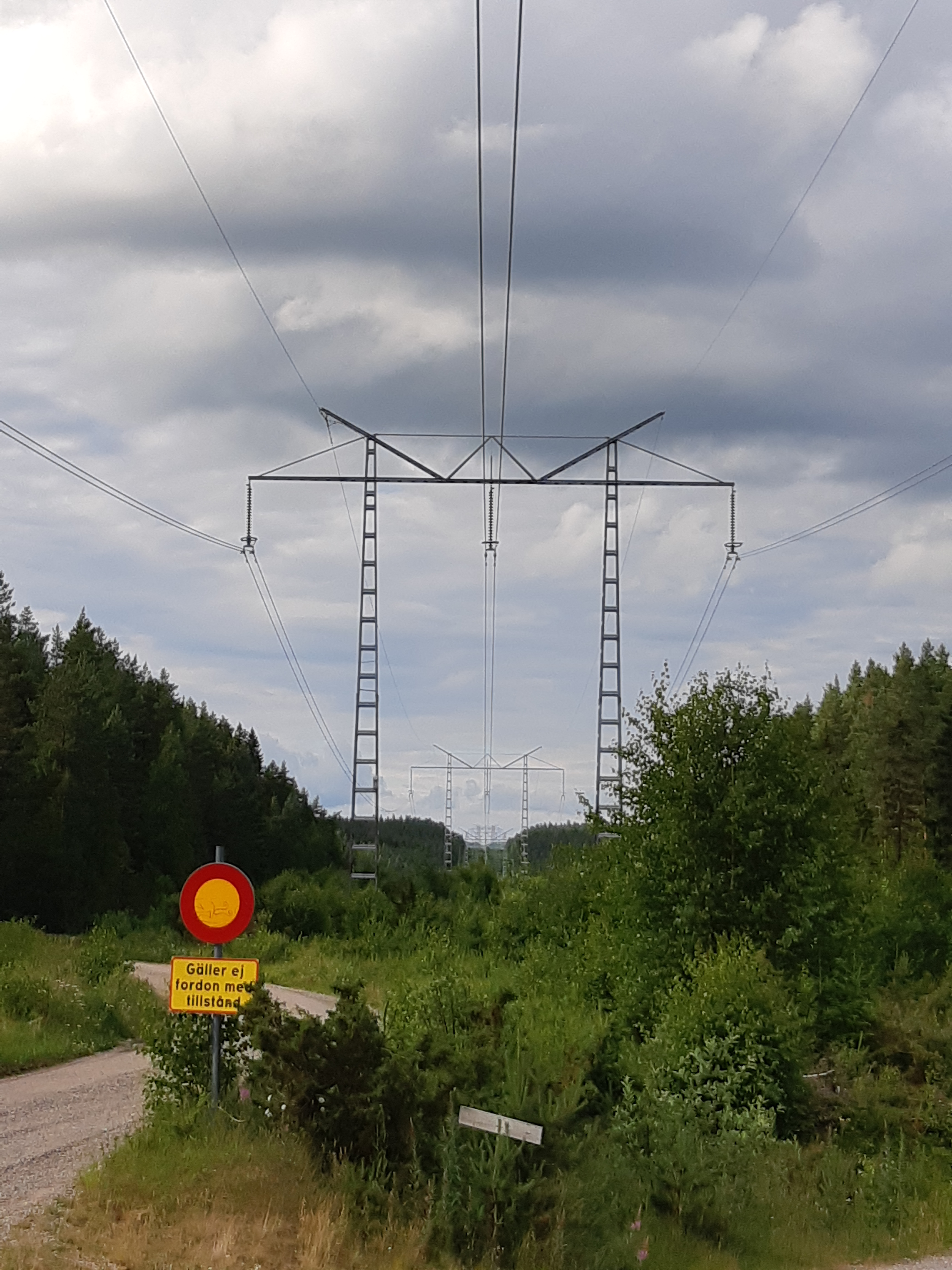
Harsprångsledningen utanför Rättvik

Harsprångslinjen är en kraftledning mellan norra och södra Sverige, vilken ingår i det svenska stamnätet för elektricitet.

## Beskrivning
Harsprångslinjen sträcker sig mellan vattenkraftverken vid övre delen av Luleälven och Hallsberg i södra Sverige. Stamledningen är nästan 100 mil lång och var världens första högspänningslinje med 400 kilovolts (kV) spänning. Ett beslut om att bygga Harsprångslinjen, då med en planerad spänning på 380 kilovolt, togs 1945 i samband med utbyggnadsbeslut för Harsprånget. Byggnationen var ett enormt projekt (3000 stolpar) som sysselsatte ca 600 personer.
Kraftledningen togs i bruk med 200 kV mellan Midskog och Hallsberg 1951 och med full kapacitet under veckan 30 mars till 6 april 1952, samtidigt med idrifttagandet av Harsprångets första två generatorer. 
Detta innebar att de norra och södra delarna av det svenska kraftnätet kunde kopplas samman med högre systemspänning än 132 kilovolt. Den tidigare etablerade stamledningen Porjus - Boden - Stadsforsen var byggd för 132 kilovolt. Samkörning mellan Porjus-systemet och södra Sverige (Centralblocket) kunde påbörjas under senare delen av 1930-talet efter att ledningen från Krångede kraftverk till Horndal hade tagits i drift 1935. 
Harsprångslinjen ägs, liksom övriga delar av det svenska stamnätet, av staten. Den byggdes av Vattenfall och drivs numera av Svenska Kraftnät.
Mellan Storfinnforsen och Midskog har den ursprungliga ledningen bytts ut mot en ny, modernare ledning.